# إريك طومسون
إريك طومسون (بالإنجليزية: Eric Thompson)‏ (و. 1929 – 1982 م) هو ممثل، ومنتج تلفزيوني، من المملكة المتحدة، ولد في سليفورد، توفي عن عمر يناهز 53 عاماً.

## وصلات خارجية
- إريك طومسون على موقع IMDb (الإنجليزية)
- إريك طومسون على موقع ميوزك برينز (الإنجليزية)
- إريك طومسون على موقع أول موفي (الإنجليزية)
- إريك طومسون على موقع قاعدة بيانات برودواي على الإنترنت (الإنجليزية)
- إريك طومسون على موقع ديسكوغز (الإنجليزية)
- إريك طومسون على موقع قاعدة بيانات الفيلم (الإنجليزية)